# Dominique Hé
Dominique Hé (Les Sables-d'Olonne, 12 luglio 1949) è un fumettista francese.

## Biografia
Dominique Hé è nato il 12 luglio 1949. Ha studiato agronomia prima di decidere di passare al fumetto, seguendo i corsi tenuti da Jean Giraud  all'Università di Vincennes. Giraud lo ha introdotto nella rivista settimanale Pilote, scrivendo per lui alcune storie brevi che sono state pubblicate a partire dal 19732 .
Hé continuò a lavorare per le riviste mensili Rock & Folk (1975) e Métal Hurlant (1976) . Nel 1988 ha lanciato la serie di Alex Lechat sul settimanale per bambini Le Journal de Mickey. Continua tuttavia a disegnare opere più adulte per la rivista Vécu, come Mémoires d'un Aventurier, su sceneggiatura di François Dimberton, alla fine degli anni Ottanta. Dal 1992 al 1995 collabora con lo sceneggiatore Patrick Cothias, creando la serie Tanatha.
Nel 1995 disegna Les Jeux du Crocodile con lo pseudonimo di Modem e nel 2007 Moonfleet, pubblicato prima da Robert Laffont e poi da Delcourt. La serie è stata poi ribattezzata Le Secret du Mohune. Nel 2007 ha ripreso anche la serie Secrets bancaires, sceneggiata da Philippe Richelle e disegnata fino ad allora da Pierre Wachs.

## Opere
- Voyages (sceneggiatura di Dominique Hé, Jean Giraud, Serge Le Tendre, 3 volumi, Les Humanoïdes Associés)
- Les aventures de Roland Donges (sceneggiatura di  Jacques Vivant, 1 volume, Les Humanoïdes Associés)
- Les aventures de Marc Mathieu (sceneggiatura di  Dominique Hé, 6 volumi, Les Humanoïdes AssociésMémoire d'un aventurier (sceneggiatura di  François Dimberton, 3 volumi, Glénat)
- Tanatha (sceneggiatura di Patrick Cothias, 4 volumi, Glénat)
- Les Jeux du crocodile (sceneggiatura di  Patrick Cothias, 2 volumi, Dargaud)
- Sophaletta (sceneggiatura d’Erik Arnoux, 4 volumi, Glénat)
- Secrets bancaires (sceneggiatura di  Philippe Richelle, 4 volumi Glénat)
- Moonfleet (sceneggiatura di  Rodolphe (autore) basato su John Meade Falkner, 2 volumi, Robert Laffont), ristampato e completato con il titolo Le secret du Mohune (3 volumi Delcourt)
- Secrets bancaires USA sceneggiatura di  Philippe Richelle, 6 volumi, Glénat)
- Les grands peintres, volume 1 : Jan van Eyck (sceneggiatura di  Dimitri Joannidès), Glénat
- Tutte le opere prodotte da Dominique Hé[8]